# ابراهیم المخینی (بازیکن فوتبال، زاده ۱۹۹۷)
ابراهیم المخینی (عربی: إبراهيم صالح إبراهيم صالح المخيني؛ زادهٔ ۲۰ ژوئن ۱۹۹۷) بازیکن فوتبال اهل عمان است.
از باشگاه‌هایی که در آن بازی کرده‌است می‌توان به باشگاه ورزشی النصر اشاره کرد.
وی همچنین در تیم ملی فوتبال عمان بازی کرده‌است.